# 유대인 문제
유대인 문제는 유럽 사회에서 유대인의 적절한 위치와 그들에 대한 대우를 놓고 벌어진 광범위한 논쟁을 가리키는 말이다. 특별히 유럽에서 소수자였던 유대인이 시민으로서, 법적으로, 국민으로서 어떤 위치를 가지는지에 대한 논쟁이 있었다.
이러한 논쟁은 계몽주의와 프랑스 혁명의 이상에 영향을 받은 서유럽과 중앙유럽에서 정치인들과 작가들 사이에서 시작되었다. 주요한 논점은 유대인 제한 조치(예를 들어, 유대인 쿼터제와 분리 정책 등), 유대인 동화, 유대인 해방, 유대인 계몽 등이었다.
"유대인 문제"라는 표현은 1880년대부터 반유대주의 운동에 의해 사용되어, 나치의 선전 문구에서 "유대인 문제에 대한 최종 해결책"과 같이 사용되기에 이르렀다. 비슷하게, 자주적인 유대인의 조국, 혹은 주권적인 유대 국가의 설립에 대한 찬성론자와 반대론자들도 이 표현을 사용하였다.

## "유대인 문제"의 역사
"유대인 문제"라는 말은 1750년 경에 영국에서 처음 사용되었다. 홀로코스트 학자인 루시 다비도비츠에 따르면, "유대인 문제"라는 용어가 서유럽에서 처음 사용되었을 때에는, 유대인들이 뚜렷하고 지속적인 특이성 때문에 정치적 민족주의와 새로운 민족국가에 대립되는 사람들로서 부정적으로 인식되는 것을 가리키는 중립적인 표현이었다고 한다. 다비도비츠는 "유대인 해방의 역사와 유럽의 반유대주의의 역사는 충분한 '유대인 문제에 대한 해결책'을 가지고 있었다"고 기술한다. 유대인 문제는 1789년 프랑스 혁명 이후에 프랑스에서 논의되고, 브루노 바우어의 논문 "Die Judenfrage"(유대인 문제)를 통해 독일에 전해진다.
그 시점으로부터 유대인 문제에 관해 수백 편의 논문과 팸플릿, 신문 기사, 책 등이 쓰였다. 그 중 많은 수가 유대인에 대한 재정착, 추방, 동화 등의 해결책을 제시했다. 한편 이러한 해결책을 반대하는 수백 편의 글들은 재통합과 교육을 해결책으로서 제시했다. 그러나 이러한 논쟁은 독일에 있는 유대인들이나 그들의 반대자들이 제기하는 문제에 대해 유대인 문제가 얼마나 더 효과적인지 아무런 답을 주지 못했다.
1860년 경부터 이 표현은 더욱 반유대주의적인 경향을 띠기 시작했다. 이 표현이 사용될 때 유대인들은 게르만 민족의 정체성과 화합에 대한 장애물로서, 그리고 게르만 국가 내의 적으로서 묘사되었다. 빌헬름 마르, 카를 오이겐 뒤흐링, 테오도어 프리취, 휴스턴 스튜어트 체임벌린, 폴 드 라가르드와 같은 반유대주의자들은 언론, 교육, 문화, 국가, 경제의 "반유대화"를 위해, 그리고 유대인과 비유대인 사이의 결혼을 정죄하기 위해 유대인 문제를 인종적인 문제로 선언하고 통합으로는 해결할 수 없다고 주장했다. 그들은 또한 사회적으로 지배력을 가지려 했던 유대인들을 몰아내기 위해 이러한 정의(定義)를 사용했다.
이 표현의 가장 악명 높은 용례는 나치가 20세기 초중반 제2차 세계 대전 중 사용한 "유대인 문제에 대한 최종 해결책"이었다.

## 초기 용례
"유대인 문제"라는 표현의 초기 용례는 영국에서 있었던 1753년 유대인 법안에 대한 논의 중에 등장했다. 히브리 대학교의 오토 도브 쿨카에 따르면, 이 용어는 19세기에 독일에서 유대인 해방(Judenfrage)에 대한 논의가 이루어지면서 널리 퍼지게 되었다.

## 브루노 바우어의 《유대인 문제》
브루노 바우어는 1843년에 출판된 그의 책 《유대인 문제》에서 유대인은 그들의 특정한 종교적 양심을 포기할 때에만 정치적으로 해방될 수 있다고 주장하였다. 이는 정치적 해방이 이루어지기 위해서는 세속 국가가 필요한데, 바우어에 따르면 세속 국가에는 종교와 같은 사회적 정체성이 들어설 공간이 없기 때문이었다. 또한 바우어는 이러한 종교적인 요구가 "인간의 권리" 개념과 양립할 수 없다고 생각했다. 바우어에게 종교를 없애는 것은 참된 정치적 해방의 선결과제였다.

## 카를 마르크스 - 〈유대인 문제에 대하여〉
카를 마르크스는 1844년에 쓴 〈유대인 문제에 대하여〉라는 에세이에서 바우어에게 답한다. 마르크스는 바우어의 관점에 반박하며, 유대 종교의 본질이 유대교의 동화를 막았다고 말한다. 대신 그는 유럽에서 유대인 집단의 특별한 사회·경제적 역할에 초점을 맞추었다. 마르크스에 따르면, 유대교의 물질적 기반이었던 자본주의가 유럽 사회 전체를 동화시켰을 때 유대교는 그러한 특별한 역할을 잃어버렸다.
마르크스는 세속 국가에서 종교는 더 이상 사회적 생활에서 중요한 역할을 하지 않을 것이라고 가정한 것이 바우어의 실수였다고 주장한다. 그리고 프로이센과는 달리 국교가 없었던 미국에서 종교가 융성했던 것을 그 예로 든다. 마르크스의 분석에서, "세속 국가"는 종교와 대립하지 않으며 오히려 종교를 긍정한다. 선거권을 부여할 때 재산이나 종교를 조건으로 삼지 않는 것은 재산이나 종교를 없앤다는 것이 아니라, 개인을 재산이나 종교로부터 분리하여 대하는 것이다. 이 글에서 마르크스는 종교의 자유에서 더 나아가 바우어의 "정치적 해방"에 대한 분석에 대한 그의 우려에 대해 이야기한다. 마르크스는 개인들은 세속 국가에서 영적으로, 그리고 정치적으로는 자유로울 수 있으나, 여전히 경제적 불평등에 의해 물질적인 제한에 속박되어 있다고 결론을 짓는다. 이러한 주장은 후일 자본주의에 대한 그의 비판의 바탕이 된다.

## 마르크스 이후
베르너 좀바르트는 유대인들의 자본주의를 들어 유대인들을 칭송했고, 17~18세기의 궁정 유대인들을 통합의 모델로서 제시했다. 20세기가 되어서도 유대인 문제에 대한 논쟁은 계속되었으며, 프랑스의 드레퓌스 사건에서 다시금 중요한 문제로 부각되었다. 종교 엘리트와 정치 엘리트 사이에서 어떤 이들은 유럽 내에서의 동화와 정치적 참여를 선호한 반면, 테오도어 헤르츨과 같은 다른 사람들은 유대 국가와 시온주의로 나아갈 것을 제안했다. 1880년에서 1920년 사이에, 수백만명에 이르는 다른 유대인들은 동유럽에서 자행된 집단 학살 때문에 미국이나 서유럽과 같은 곳으로 이주했다.

## 최종 해결책
나치 독일에서 "유대인 문제"(독일어: Judenfrage)라는 용어는 독일 내의 유대인의 존재가 국가에 문제를 초래한다는 식의 의미로 사용되었다. 1933년에 두 명의 나치 이론가 요한 폰 리어스와 아힘 게르크는 유대인 문제는 유대인들을 마다가스카르 혹은 아프리카나 남아메리카의 어딘가에 재정착시키는 것이 유대인 문제를 인도적으로 해결하는 방법이라고 주장했다. 두 사람은 독일 시오니스트를 지원하는 것에 대한 찬반을 검토하기도 했으나, 폰 리어스는 영국령 팔레스타인에 유대인들의 조국을 건설하는 것은 그 지역에서 인도주의적이고 정치적인 문제를 야기할 수 있다고 보았다. 1933년에 권력을 얻은 히틀러와 나치는 독일에서, 그리고 최종적으로는 유럽 전역에서 유대인들을 분리하고 궁극적으로 제거하기 위한 더욱 더 심한 정책들을 시행하기 시작했다. 다음 단계는 유대인들을 박해하고 뉘른베르크법을 통해 그들의 시민권을 박탈하는 것이었다. 제2차 세계 대전을 거치면서는 국가가 주도하여 유대인들을 수용소에 억류했고, 최종적으로는 체계적인 유대인 몰살, 즉 홀로코스트를 소위 유대인 문제에 대한 최종 해결책이라는 이름으로 자행했다.

## 같이 보기
- 독일 문제
- 니그로 문제에 관한 특별 담화문